# Windows-toets

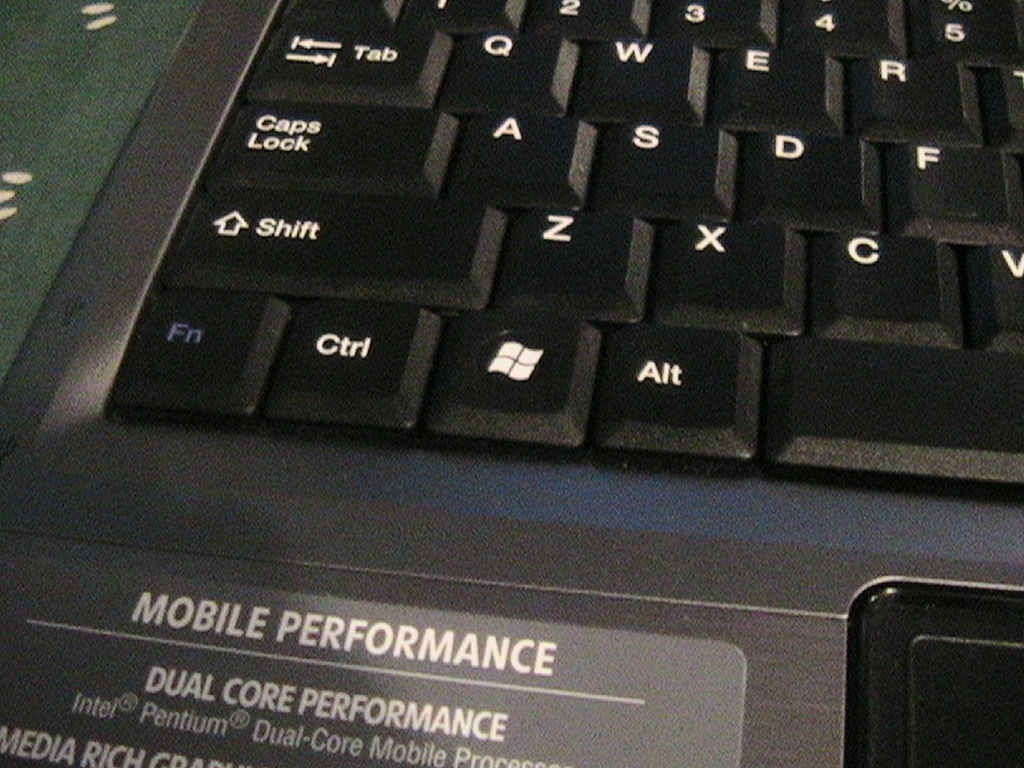
De Windows-toets op een toetsenbord, tussen Ctrl en Alt.

De Windows-toets is een toets op het toetsenbord van veel computers die bedoeld zijn om met het besturingssysteem Microsoft Windows te werken. De toets werd tegelijk met Windows 95 geïntroduceerd, en bevindt zich meestal aan de linkerkant, en soms ook aan de rechterkant, van het toetsenbord op de onderste rij toetsen, tussen de Ctrl- en Alt-toetsen in. Op de toets is het embleem van Microsoft Windows afgebeeld.

## Functie
Onder Microsoft Windows dient de Windows-toets ten eerste om het startmenu te openen zonder dat daarvoor de muis gebruikt hoeft te worden.
Ook wordt de toets gebruikt in combinatie met andere als sneltoets. Welke sneltoetsen op deze manier beschikbaar zijn hangt van verschillende factoren af, waaronder de versie van Windows die gebruikt wordt en of er speciale software zoals IntelliType geïnstalleerd is. Windows-toets en D tegelijk indrukken toont het bureaublad.

## Andere besturingssystemen
Wanneer een toetsenbord met een Windows-toets op een Apple Macintosh aangesloten wordt, zal OS X de Windows-toets als Command-toets gebruiken. Linuxsystemen herkennen deze als de super- of soms ook meta-toets. Hoe andere besturingssystemen met de Windows-toets omgaan is van het besturingssysteem afhankelijk. Vaak wordt de toets gebruikt als dode toets.

## Toetsenbord
Op een IBM/Windows toetsenbord (QWERTY) is het een van de toetsen linksonder op het toetsenbord: